# 保亭哥纳香
保亭哥纳香（学名：Goniothalamus gabriacianus）为番荔枝科哥纳香属的植物。分布在泰国、柬埔寨、老挝、越南以及中国大陆的广东等地，生长于海拔350米至800米的地区，多生在山地密林中，目前尚未由人工引种栽培。